# Meinhard Nehmer
Meinhard Nehmer (* 13. Januar 1941 in Boblin, Landkreis Ueckermünde, Pommern) ist ein ehemaliger deutscher Leichtathlet, Bobsportler (Bobpilot) und Olympiasieger, der seine Erfolge in der DDR-Mannschaft errang. Nach seiner Sportlerlaufbahn war er seit 1991 als Bobtrainer für die USA, Italien und Deutschland erfolgreich tätig.

## Ausbildung und Beruf
Meinhard Nehmer ist der Sohn eines Landwirts, der nach 1945 nach der Vertreibung aus dem an Polen gefallenen Heimatort bei Stettin mit seiner Familie als Neubauer in Varnkevitz (heute Landkreis Vorpommern-Rügen) eine neue Existenz fand. Nach dem Schulabschluss  der 8. Klasse arbeitete Nehmer ab 1955 im väterlichen Betrieb als Landwirt. Von 1961 bis 1963 arbeitete er in der Wetterwarte am Kap Arkona und wurde zum Wetterdiensttechniker ausgebildet.
Während seiner Sportlerlaufbahn erwarb er parallel von 1965 bis 1967 den Abschluss der 10. Klasse. Von 1976 bis 1978 und 1980 bis 1982 studierte er an der Ingenieurschule für Landtechnik in Nordhausen und schloss mit dem Titel Ingenieur für Landmaschinentechnik ab.
Nach dem Ende des Leistungssports wurde Meinhard Nehmer 1982 vom ASK Vorwärts Oberhof zur Volksmarine nach Dranske auf Rügen versetzt und konnte in sein Elternhaus zurückziehen. Als Offizier für Ausbildung und Instandsetzung bei der 6. Flottille war er in seinem Ingenieurberuf tätig und brachte es bis zum Fregattenkapitän.
1985 beorderte ihn der Chef der Armeesportvereinigung Vorwärts nach Oberhof zurück, und Nehmers zweite Bobkarriere begann. Die internationale Konkurrenz war härter geworden, da zum Beispiel Opel für die Mannschaft der Bundesrepublik Deutschland einen neuen Bob entwickelt hatte. Da der Sieg schon wesentlich im Vorfeld an Konstruktionstischen und in Bobwerkstätten entschieden wurde, war Nehmer als Berater und Tester für Chassis, Schlitten und Kufen gefragt. In der Folge bis zur Wende war Nehmer wieder bei allen wichtigen Rennen  anwesend.
Seine Hoffnung, bis zum 50. Geburtstag weitermachen zu können, wurde nicht erfüllt. Wenige Tage nach der Übernahme in die Bundeswehr, drei Monate vor der Übergangsrente, wurde er entlassen. In der Arbeitslosigkeit versuchte er seinen Lebensunterhalt durch Zimmervermietung in seinem Wohnhaus in Varnkevitz zu bestreiten. Erst Ende 1991 erhielt er ein Angebot, in den USA Bob-Nationaltrainer zu werden und so seine dritte Bobkarriere zu beginnen. In der Vertragszeit bis 1993 brachte er den USA-Viererbob mit Bobpilot Brian Shimer erstmals auf einen Medaillenplatz bei der Weltmeisterschaft 1993 (Bronze) und zum Gewinn des Weltcups. Von 1993 bis 2000 war Meinhard Nehmer in immer wieder erneuerten Kurzverträgen Trainer der italienischen Bob-Nationalmannschaft. Auch hier war er mit Bobpilot Günther Huber an 8 internationalen Medaillen beteiligt.
Ab 2000 war Meinhard Nehmer als Disziplintrainer Herren beim Bob- und Schlittenverband für Deutschland für die deutsche Bob-Nationalmannschaft verantwortlich. Nach den Olympischen Winterspielen 2006 beendete er seine Trainerlaufbahn.
Er lebt mit seiner Frau Renate, mit der er 3 Kinder (2 Töchter, 1 Sohn) hat, im Ortsteil Varnkevitz der Gemeinde Putgarten im äußersten Norden der Insel Rügen in Mecklenburg-Vorpommern.

## Sportliche Laufbahn
Meinhard Nehmer begann mit dem Sport mit dem Speer auf der Wiese vor dem elterlichen Gehöft in Varnkewitz. Er wurde mehrfacher Bezirksmeister und sammelte auch mit Diskus und Kugel Lorbeer. 1963 wechselte er als Leichtathlet zum ASK Vorwärts Potsdam und war als Sportler NVA-Angehöriger. Seine Leistungen gipfelten 1971 in der Bestleistung von 81,50 m im Speerwurf und der Bronzemedaille bei den DDR-Meisterschaften. Im gleichen Jahr wurde er an der Schulter operiert und musste mit der Leichtathletik aufhören. Seitdem hat er mit der Schulter Probleme und immer Schmerzen.
1971 kam Nehmer per Zufall beim ASK Vorwärts Potsdam zu einem Test für den Bobsport. In der Folge wechselte er 1973 zum ASK Vorwärts Oberhof, während der Umzug der Familie von Potsdam 1974 erfolgte. Die 1971 in Oberhof neu erbaute Rennschlitten-Kunsteisbahn wurde genutzt, um auch den DDR-Bobsport nach Jahrzehnten professionell wieder so zu entwickeln, dass Medaillen erreichbar waren. Meinhard Nehmer gewann seine erste Bobmedaille 1975 bei der DDR-Meisterschaft im Zweierbob. (Viererbobrennen können in Oberhof wegen der Bauweise der Bahn nicht durchgeführt werden.)
Bei der Eröffnung der Olympischen Winterspiele 1976 in Innsbruck war er Fahnenträger der DDR-Mannschaft. Wenige Tage später gewann er, für die Konkurrenz und Publikum überraschend, im Zweierbob und im Viererbob die Goldmedaille. In den Folgejahren dominierte er überlegen seine Sportdisziplin und gewann bei 2 Olympischen Spielen 4 Medaillen, bei 3 Weltmeisterschaften 4 Medaillen und bei 2 Europameisterschaften 3 Medaillen. Aus seiner Sicht die wertvollste Medaille war das Gold bei den Olympischen Winterspielen 1980 in Lake Placid. Damals gewann Nehmer den Vierer mit einem Vorsprung von fast einer Sekunde – wo es sonst um Hundertstel geht – vor der Schweizer Bob-Legende Erich Schärer. Obwohl von der DDR-Sportführung zum Weitermachen aufgefordert, beendete Nehmer 1980 mit 39 Jahren seine aktive Sportlerlaufbahn.
Seine Boblaufbahn bestritt er ausschließlich als Bobpilot, wozu er besondere Fähigkeiten hatte. In seiner aktiven Zeit ist er im Gegensatz zu vielen Konkurrenten nie mit dem Bob umgestürzt.

## Gesellschaftliches Engagement
- Ehrenpräsident des Bob- und Schlittensportverbandes Brandenburg e. V.
- parteiloser Kreistagsabgeordneter der FDP im Landkreis Rügen seit 1999

## Sportliche Erfolge

### Als Sportler
DDR-Leichtathletik-Meisterschaften 1971
- Bronze im Speerwurf (ASK Vorwärts Potsdam)

DDR-Meisterschaft 1975
- Gold im Zweierbob (mit Bernhard Germeshausen) (ASK Vorwärts Oberhof)

Olympische Winterspiele 1976 in Innsbruck (zählte auch als Weltmeisterschaft)
- Gold im Zweierbob (mit Bernhard Germeshausen)
- Gold im Viererbob (mit Jochen Babock, Bernhard Germeshausen und Bernhard Lehmann)

Weltmeisterschaften 1977 in St. Moritz
- Gold im Viererbob (mit Hans-Jürgen Gerhardt, Bernhard Germeshausen und Raimund Bethge)

Weltmeisterschaften 1978 in Lake Placid
- Silber im Zweierbob (mit Raimund Bethge)
- Bronze im Viererbob (mit Raimund Bethge, Bernhard Germeshausen und Hans-Jürgen Gerhardt)

Europameisterschaften 1978 in Igls
- Silber im Viererbob (mit Hans-Jürgen Gerhardt, Bernhard Germeshausen und Raimund Bethge)

Weltmeisterschaften 1979 in Königssee
- Silber im Viererbob (mit Detlef Richter, Bernhard Germeshausen und Hans-Jürgen Gerhardt)

Europameisterschaften 1979 in Winterberg
- Bronze im Zweierbob (mit Bogdan Musiol)
- Gold im Viererbob (mit Jochen Babock, Bernhard Germeshausen und Hans-Jürgen Gerhardt)

Olympische Winterspiele 1980 in Lake Placid (zählte auch als Weltmeisterschaft)
- Bronze im Zweierbob (mit Bogdan Musiol)
- Gold im Viererbob (mit Bogdan Musiol, Bernhard Germeshausen und Hans-Jürgen Gerhardt)

### Als Trainer
Weltmeisterschaften 1993 in Igls
- Bronze im Viererbob für USA (Brian Shimer, Bryan Leturgez, Karlos Kirby und Randy Jones)

Gesamtweltcupsieger 1993 ViererbobBrian Shimer (USA)
Olympische Winterspiele 1994 in Lillehammer
- Bronze im Zweierbob für Italien (Günther Huber und Stefano Ticci)

Europameisterschaften 1994 in La Plagne, Frankreich
- Silber im Zweierbob für Italien (Günther Huber und Stefano Ticci)
- Gold im Viererbob für Italien (Günther Huber, Antonio Tartaglia, Stefano Ticci und Mirko Ruggiero)

Weltmeisterschaften 1997 in St. Moritz
- Silber im Zweierbob für Italien (Günther Huber und Antonio Tartaglia)

Europameisterschaften 1997 in Königssee
- Gold im Zweierbob für Italien (Günther Huber und Antonio Tartaglia)

Olympische Winterspiele 1998 in Nagano
- Gold im Zweierbob für Italien (Günther Huber und Antonio Tartaglia)

Europameisterschaften 1998 in Igls
- Bronze im Zweierbob für Italien (Günther Huber und Antonio Tartaglia)

Weltmeisterschaften 1999 in Cortina d’Ampezzo
- Gold im Zweierbob für Italien (Günther Huber, Enrico Costa und Ubaldo Ranzi – Costa verletzte sich im 1. Lauf)

Europameisterschaften 2000 in Cortina d’Ampezzo
- Silber im Zweierbob für Italien (Günther Huber und Ubaldo Ranzi)

## Auszeichnungen
- Vaterländischer Verdienstorden (Silber und Gold)
- 3 × Verdienter Meister des Sports
- Kampforden der NVA
- Aufnahme in die Hall of Fame des deutschen Sports[1]